# 马里奥网球64
《马力欧网球64》是一款由Camelot公司制作、任天堂发行的体育游戏。本游戏最初于2000年7月21日在日本地区任天堂64发行。遊戲後來以《马力欧网球GB》在Game Boy Color發行。
《马里奥网球64》共有16个角色，當中11个新角色，其中瓦路易吉於此遊戲首次登場及《马里奥网球GB》的4个人類來賓角色，全數角色有20个 。
本游戏收到正面评价。GameRankings给予本游戏任天堂64版本87%的分数。